# Арнолд I фон Мандершайд-Бланкенхайм
Арнолд I фон Мандершайд-Бланкенхайм (на немски: Arnold I von Manderscheid-Blankenheim; * 14 ноември 1500; † 6 май 1548) е граф на Мандершайд-Бланкенхайм (1533 – 1548) в Айфел, господар на Юнкерарт-Даун.

## Произход и наследство
Той е по-малък син на граф Йохан I фон Мандершайд-Бланкенхайм-Геролщайн (1446 – 1524) и съпругата му Маргарета фон Марк д' Аренберг († 1542), дъщеря на Еберхард III фон Марк-Аренберг, бургграф на Брюксел, губернатор на Люксембург († 1496) и първата му съпруга Маргерита де Бушут († 1476). По баща е внук на Дитрих III, господар на Бланкенхайм, Шлайден, Юнкерат, Мандершайд, Кайл и Даун († 1498) и Елизабет фон Шлайден († 1469). По-големият му брат е граф Герхард фон Мандершайд-Геролщайн-Бланкенхайм-Бетинген (1491 – 1548). Сестра му Барбара фон Мандершайд (1490 – сл. 1522) се омъжва на 30 март 1509 г. за Куно (Конрад) IV, господар на Винебург-Байлщайн († 1529).
Арнолд наследява през 1533 г. графството Бланкенхайм.

## Фамилия
Арнолд I се жени на 19 февруари 1534 г. за графиня Маргарета фон Вид (* ок. 1505; † 5 август 1571), вдовица на граф Бернхард фон Бентхайм (1490 – 1528), дъщеря на граф Йохан III фон Вид (ок. 1485 – 1533) и съпругата му графиня Елизабет фон Насау-Диленбург (1488 – 1559), дъщеря на граф Йохан V фон Насау-Диленбург († 1516) и Елизабет фон Хесен-Марбург († 1523). Тя е сестра на Фридрих IV фон Вид († 1568), архиепископ и курфюрст на Кьолн (1562 – 1567). Те имат децата:
- Херман (1535 – 1604), граф на Мандершайд-Бланкенхайм, императорски съветник, женен

∞ на 18 януари 1567 г. за графиня Юлиана фон Ханау-Мюнценберг (1529 – 1595), вдовица на Томас, вилд-и райнграф фон Салм-Кирбург-Пютлинген (1529 – 1553), дъщеря на граф Филип II фон Ханау-Мюнценберг (1501 – 1529)
- Отилия (1536 – 1597)

∞ на 14 юли 1561 г. за граф Райнхард II фон Лайнинген-Вестербург (1530 – 1584), син на граф Куно II фон Лайнинген-Вестербург (1487 – 1547)
- Йохан (1538 – 1592), епископ на Страсбург (1569 – 1592)
- Маргарета (1539)
- Елизабет (1540 – 1598)

- Еберхард (1542 – 1607)
- Елизабет (1544 – 1588), княжеска абатиса в Есен (1575 – 1578), омъжена

∞ на 18 декември 1578 г. за граф Вирих VI фон Даун-Фалкенщайн (1540 – 1598), син на граф Филип II фон Даун-Фалкенщайн († ок. 1555) и Анна фон Вилдграф († 1546).
- Урсула (1545)
- Арнолд II (1546 – 1614), граф на Мандершайд-Бланкенхайм, женен за

∞ I. графиня Мария Урсула фон Лайнинген-Дагсбург-Фалкенбург (1584 – 1649), дъщеря на граф Емих XI фон Лайнинген-Дагсбург-Фалкенбург (1540 – 1593), внучка на граф Емих X фон Лайнинген-Хартенбург
∞ II. N